# Atletismo nos Jogos Olímpicos de Verão de 2020 - 20 km marcha atlética feminina
O evento dos 20 km de marcha atlética feminina nos Jogos Olímpicos de Verão de 2020 ocorreu no dia 6 de agosto de 2021 no Parque Odori, em Sapporo. Um total de cinquenta e oito atletas participaram.

## Qualificação
Um Comitê Olímpico Nacional (CON) pode inscrever até 3 atletas nos 20 km de marcha atlética feminina desde que todas atendam ao padrão de inscrição ou se classifiquem pelo ranking durante o período de qualificação (o limite de 3 está em vigor desde o Congresso Olímpico de 1930). O tempo padrão a qualificação foi 1:31:00. Este padrão foi "estabelecido com o único propósito de qualificar atletas com desempenhos excepcionais incapazes de se qualificar através do caminho do Ranking Mundial da IAAF". O ranking mundial, baseado na média dos cinco melhores resultados da atleta no período de qualificação e ponderado pela importância do evento, foi usado para classificar as atletas até que o limite de 60 fosse atingido.
O período de qualificação foi originalmente de 1 de maio de 2019 a 31 de maio de 2020. Devido à pandemia de COVID-19, este período foi suspenso de 6 de abril de 2020 a 30 de novembro de 2020, com a data de término estendida para 31 de maio de 2021. O início do período do ranking mundial a data também foi alterada de 1 de maio de 2019 para 30 de junho de 2020; as atletas que atingiram o padrão de qualificação naquela época ainda estavam qualificados, mas aqueles que usavam as classificações mundiais não seriam capazes de contar os desempenhos durante esse tempo. Os padrões de tempo de qualificação podem ser obtidos em várias competições durante o período determinado que tenham a aprovação da IAAF. Os campeonatos continentais mais recentes podem ser contados no ranking, mesmo que não durante o período de qualificação.
Os CONs também podem usar sua vaga de universalidade – cada CON pode inscrever uma atleta independentemente do tempo, se não houver nenhum atleta que atenda ao padrão de entrada a um evento de atletismo – na marcha de 20 km.

## Formato
O evento consiste de uma única corrida, já valendo a definição das medalhas.

## Calendário
Horário local (UTC +9)
| 6 de agosto |
| 16:30       |
| ----------- |
| Final       |

## Medalhistas
| Ouro   | ITA Antonella Palmisano |
| Prata  | COL Sandra Arenas       |
| Bronze | CHN Liu Hong            |

## Recordes
Antes desta competição, os recordes mundiais e olímpicos da prova eram os seguintes:
| Tipo | Atleta           | Tempo   | Local     | Data                 |
| ---- | ---------------- | ------- | --------- | -------------------- |
|      | Yang Jiayu       | 1:23:49 | Huangshan | 20 de março de 2021  |
|      | Elena Lashmanova | 1:25:02 | Londres   | 11 de agosto de 2012 |

### Por região
| Região                             | Tempo   | Atleta                   | Nação     |
| ---------------------------------- | ------- | ------------------------ | --------- |
| África                             | 1:30:43 | Grace Wanjiru            | Quênia    |
| Ásia                               | 1:23:49 | Yang Jiayu               | China     |
| Europa                             | 1:25:02 | Elena Lashmanova         | Rússia    |
| América do Norte, Central e Caribe | 1:26:17 | María Guadalupe González | México    |
| Oceania                            | 1:27:44 | Jane Saville             | Austrália |
| América do Sul                     | 1:25:29 | Glenda Morejón           | Equador   |

## Resultados
A prova foi disputada em 6 de agosto, às 16:30 locais.
Penalizações
Cada vez que um atleta descumpre uma das regras da modalidade, recebe um cartão vermelho como advertência que podem ser:
- Contato perdido com o solo (~)
- Dobramento dos joelhos (>)

Se um atleta receber três cartões vermelhos durante a prova precisa ficar parado na zona de penalidade durante 300 segundos. No quarto cartão vermelho é automaticamente desclassificado.
| Pos.              | Atleta                 | CON                 | Tempo   | Diferença  | Notas                |
| ----------------- | ---------------------- | ------------------- | ------- | ---------- | -------------------- |
| Medalha de ouro   | Antonella Palmisano    | ITA Itália          | 1:29:12 |            |                      |
| Medalha de prata  | Sandra Arenas          | COL Colômbia        | 1:29:37 | +0:25 ~~   |                      |
| Medalha de bronze | Liu Hong               | CHN China           | 1:29:57 | +0:45 ~~   |                      |
| 4                 | María Pérez            | ESP Espanha         | 1:30:05 | +0:53      |                      |
| 5                 | Alegna González        | MEX México          | 1:30:33 | +1:21      |                      |
| 6                 | Jemima Montag          | AUS Austrália       | 1:30:39 | +1:27 ~    |                      |
| 7                 | Qieyang Shijie         | CHN China           | 1:31:04 | +1:52      |                      |
| 8                 | Antigoni Drisbioti     | GRE Grécia          | 1:31:24 | +2:12      | Recorde da temporada |
| 9                 | Paola Pérez            | ECU Equador         | 1:31:26 | +2:14 ~~   |                      |
| 10                | Katarzyna Zdziebło     | POL Polônia         | 1:31:29 | +2:17      |                      |
| 11                | Érica de Sena          | BRA Brasil          | 1:31:39 | +2:27 ~~~  |                      |
| 12                | Yang Jiayu             | CHN China           | 1:31:54 | +2:42 ~~~  |                      |
| 13                | Nanako Fujii           | JPN Japão           | 1:31:55 | +2:43      |                      |
| 14                | Raquel González        | ESP Espanha         | 1:31:57 | +2:45 ~    |                      |
| 15                | Kumiko Okada           | JPN Japão           | 1:31:57 | +2:45      |                      |
| 16                | Elvira Khasanova       | ROC                 | 1:31:58 | +2:46 ~~   |                      |
| 17                | Priyanka Goswami       | IND Índia           | 1:32:36 | +3:24 ~    |                      |
| 18                | Valentina Trapletti    | ITA Itália          | 1:33:12 | +4:00      |                      |
| 19                | Mariia Sakharuk        | UKR Ucrânia         | 1:34:04 | +4:52      |                      |
| 20                | Ana Cabecinha          | POR Portugal        | 1:34:08 | +4:56      | Recorde da temporada |
| 21                | Noelia Vargas          | CRC Costa Rica      | 1:35:07 | +5:55      |                      |
| 22                | Meryem Bekmez          | TUR Turquia         | 1:35:08 | +5:56      |                      |
| 23                | Anastasiya Rarouskaya  | BLR Bielorrússia    | 1:35:09 | +5:57 ~    |                      |
| 24                | Mary Luz Andía         | PER Peru            | 1:35:25 | +6:13      |                      |
| 25                | Sandra Galvis          | COL Colômbia        | 1:35:36 | +6:24 ~~   | Recorde da temporada |
| 26                | Brigita Virbalytė      | LTU Lituânia        | 1:35:56 | +6:44      |                      |
| 27                | Hanna Shevchuk         | UKR Ucrânia         | 1:36:27 | +7:15 ~~   |                      |
| 28                | Karla Jaramillo        | ECU Equador         | 1:36:32 | +7:20 ~    |                      |
| 29                | Kiriaki Filtisakou     | GRE Grécia          | 1:36:51 | +7:39      |                      |
| 30                | Tereza Ďurdiaková      | CZE República Checa | 1:36:58 | +7:46      |                      |
| 31                | Anna Terlyukevich      | BLR Bielorrússia    | 1:37:22 | +8:10 ~    |                      |
| 32                | Bhawna Jat             | IND Índia           | 1:37:38 | +8:26 ~    |                      |
| 33                | Robyn Stevens          | USA Estados Unidos  | 1:37:42 | +8:30 >~   |                      |
| 34                | Laura García-Caro      | ESP Espanha         | 1:37:48 | +8:36 ~~~  |                      |
| 35                | Ching Siu Nga          | HKG Hong Kong       | 1:37:53 | +8:41 >    |                      |
| 36                | Leydi Guerra           | PER Peru            | 1:38:10 | +8:58 ~~   |                      |
| 37                | Katie Hayward          | AUS Austrália       | 1:38:11 | +8:59 ~~   |                      |
| 38                | Rebecca Henderson      | AUS Austrália       | 1:38:21 | +9:09 ~    |                      |
| 39                | Ayşe Tekdal            | TUR Turquia         | 1:38:40 | +9:28      |                      |
| 40                | Kaori Kawazoe          | JPN Japão           | 1:39:31 | +10:19     |                      |
| 41                | Evin Demir             | TUR Turquia         | 1:39:55 | +10:43     |                      |
| 42                | Ayman Ratova           | KAZ Cazaquistão     | 1:40:02 | +10:50     |                      |
| 43                | Lyudmila Olyanovska    | UKR Ucrânia         | 1:40:20 | +11:08     |                      |
| 44                | Mirna Ortiz            | GUA Guatemala       | 1:40:23 | +11:11     |                      |
| 45                | Mária Czaková          | SVK Eslováquia      | 1:41:29 | +12:17 >~  |                      |
| 46                | Barbara Kovács         | HUN Hungria         | 1:41:49 | +12:37     |                      |
| 47                | Valeria Ortuño         | MEX México          | 1:41:50 | +12:38 ~~  |                      |
| 48                | Ángela Castro          | BOL Bolívia         | 1:42:25 | +13:13     |                      |
| 49                | Viktoryia Rashchupkina | BLR Bielorrússia    | 1:43:33 | +14:21     |                      |
| 50                | Mayra Herrera          | GUA Guatemala       | 1:44:30 | +15:18 ~~~ |                      |
| 51                | Ilse Guerrero          | MEX México          | 1:45:47 | +16:35     |                      |
| 52                | Eleonora Giorgi        | ITA Itália          | 1:46:36 | +17:24 ~>  |                      |
| 53                | Panagiota Tsinopoulou  | GRE Grécia          | 1:47:19 | +18:07 >   |                      |
| —                 | Kimberly García        | PER Peru            | —       | DNF ~      |                      |
| —                 | Viktória Madarász      | HUN Hungria         | —       | DNF        |                      |
| —                 | Saskia Feige           | GER Alemanha        | —       | DNF        |                      |
| —                 | Glenda Morejón         | ECU Equador         | —       | DNF        |                      |
| —                 | Yehualeye Beletew      | ETH Etiópia         | —       | DNF        |                      |

Legenda
| Recorde mundial      | Recorde mundial (World record)               |                       | Recorde africano                      | Recorde africano (African) |                                           | Q | Classificado por posição (Qualified) |
| Recorde olímpico     | Recorde olímpico (Olympic record)            | Recorde da América    | Recorde da América (Americas)         | q                          | Classificado por melhor tempo (Qualified) |   |                                      |
| Melhor marca do ano  | Melhor marca do ano (World leading)          | Recorde asiático      | Recorde asiático (Asian)              | DNS                        | Não largou (Did not start)                |   |                                      |
| Recorde nacional     | Recorde nacional (National record)           | Recorde europeu       | Recorde europeu (European)            | DNF                        | Não terminou (Did not finish)             |   |                                      |
| Recorde pessoal      | Recorde pessoal do atleta (Personal best)    | Recorde da Oceania    | Recorde da Oceania (Oceania)          | DSQ / DQ                   | Desclassificado (Disqualified)            |   |                                      |
| Recorde da temporada | Recorde da temporada do atleta (Season best) | Recorde sul-americano | Recorde sul-americano (South America) | NM                         | Sem marca (No mark)                       |   |                                      |